# Westoverledingen
 Westoverledingen  est une commune de l’arrondissement de Leer en Frise orientale, dans le land de Basse-Saxe.

## Histoire
| Appartenances historiques Comté de Frise-Orientale 1464-1654 Principauté de Frise-Orientale 1654-1744 Royaume de Prusse 1744-1806 Royaume de Hollande 1806-1811 Empire français (Ems-Oriental) 1811-1814 Royaume de Hanovre 1814-1866 Royaume de Prusse (Province de Hanovre) 1866-1918 République de Weimar 1918-1933 Reich allemand 1933-1945 Allemagne occupée 1945-1949 Allemagne 1949-présent |

La commune de Westoverledingen a été créée dans le cadre de la réforme communale de Basse-Saxe le 1er janvier 1973 par la fusion des douze anciennes communes autonomes de Breinermoor, Driever, Esklum, Flachsmeer, Folmhusen, Grotegaste, Großwolde, Mitling-Mark, Völlen, Ihren, Ihrhove et Steenfelde.

## Personnalités liées à la ville
- Johann Niemann (1913-1943), militaire né à Völlen.